# 李在一
李在一（리재일，1935年—），北韓政治家，任職朝鮮勞動黨宣傳部第一副部長、黨中央委員會候補委員及最高人民會議代議員。

## 生平
李在一曾出任《平壤報社》的副主編，後於1992年6月成為黨中央委員會的副部長。2001年，獲委任為出版指導局局長。2004年5月，出任黨宣傳部第一副部長。2009年，首次當選為最高人民會議的代議員。翌年，入選黨中央委員會的候補委員名單。2012年，獲金日成勛章。2014年3月，連任最高人民會議代議員一職。

## 資料來源
1. ↑  "중앙선거위 최고인민회의 제13기 대의원선거결과에 대하여" （页面存档备份，存于） 《勞動新聞》 2014 3 11